# Cronofobia
Cronofobia è un film svizzero del 2018, diretto e co-sceneggiato da Francesco Rizzi.

## Trama
Micheal e Anna sono due persone che, a causa di un passato doloroso, hanno deciso di isolarsi completamente dal mondo. Micheal continua a svolgere con riluttanza il suo lavoro, che è stato causa del suo dolore, mentre Anna ha tagliato completamente i ponti anche con i suoi genitori. Conscio di come il suo dolore e quello di Anna siano legati, Michael inizia a osservare casa della donna finché una sera i due non entrano in contatto, stabilendo un legame destinato a cambiare per sempre le loro vite.

## Distribuzione
Presentato in anteprima al Zurigo Film Festival 2018, il film è stato distribuito solo successivamente nelle sale. Nel mercato italiano, l'opera è approdata nei cinema soltanto a partire dal 2021, distribuita da Distribuzione Indipendente. L'opera è stata inoltre resa disponibile nel catalogo multimediale della piattaforma Prime Video.

## Accoglienza
La critica ha giudicato in maniera generalmente positiva il film. Muriel Del Don di Cineuropa loda lo stile del film, affermando che "Cronofobia è un film che necessita di essere approcciato come un sogno, abbassando la guardia" ma anche che "le scene di avventure sessuali un tantino scontate rubano credibilità al film". Emanuele Sacchi di MYmovies.it assegna 3 stelle su 5 al film, affermando: "Rizzi gioca sapientemente con le potenzialità offerte dai non-luoghi della Svizzera italiana, aiutato da una coppia di protagonisti affiatata". Martina Puliatti di Sentieri selvaggi assegna 3 stelle su 5 al film, affermando: "L’amore, primo copione che impariamo a recitare in vita, viene incaricato qui di ripristinare uno spazio dell’altro, l’apertura del possibile e del nuovo, superando la cronofobia e riguadagnando infine un posto da protagonista nel mondo".